# SV Flavia Solva
Der SV Flavia Solva ist ein österreichischer Fußballverein aus Wagna in der Südsteiermark. Die Vereinsfarben sind rot-weiß. Der Name des Klubs wurde von der ehemaligen römischen Siedlung Flavia Solva übernommen, die sich im heutigen Gemeindegebiet von Wagna befand. Heimstätte ist das Römerstadion in Wagna. Der Fanclub ist die „Rote Legion“.

## Geschichte

Vereinswappen des alten SV Flavia Solva

Der Verein wurde 1952 von Bewohnern des Flüchtlingslagers Wagna gegründet und unter dem Namen SV Flavia Solva beim Steirischen Fußballverband angemeldet. Das erste Meisterschaftsspiel, in der 2. Klasse Südwest, fand am 15. Februar 1953 statt.
1969 erfolgte der Einzug in die Landesliga. 1972 wurde der Verein Steirischer Fußballmeister und schaffte damit den Aufstieg in die damals zweithöchste Spielklasse, die Regionalliga Mitte. 1974 musste man aber aufgrund der ÖFB-Reform (Auflösung der Regionalliga) wieder absteigen.
1981 gelang der Wiederaufstieg in die zweithöchste Spielklasse, nunmehr die 2. Division. 1985 verpasste man mit dem 2. Platz nur knapp den Aufstieg in die oberste Liga. Im Frühjahr 1989 spielte der Verein in der Mittleren Playoff noch einmal um einen Platz in der 1. Division und wurde am Ende Siebter in diesem Bewerb.
Nach dem zwischenzeitlichen Abstieg bereits ein Jahr später spielte man 1994 als Sieger des Aufstiegsturniers mit den beiden weiteren Teilnehmern ASKÖ Donau Linz und Wolfsberger AC wieder in der 2. Division.
Zuvor hatte der Klub im Jahr 1993 noch als Mitglied der steirischen Landesliga das Viertelfinale im ÖFB-Cup erreicht, wo man nach Siegen über den Linzer ASK und VSE St. Pölten vor 6.000 Zuschauern mit einer 0:2-Niederlage gegen den SK Rapid Wien ausgeschieden war. 1994 verlor Flavia Solva – ebenfalls noch als Unterhausverein – im Sechzehntelfinale des österreichischen Pokals in Wagna gegen Austria Salzburg 1:5 vor 4.000 Zusehern.
Im April 1997 ging Flavia Solva in Konkurs. Die Außenstände beliefen sich auf knapp 4,7 Millionen Schilling (circa 341.000 Euro).
1999 wurde mit dem 1931 gegründeten SV Leibnitz eine Spielgemeinschaft gegründet. 2003 erfolgte schließlich die Fusion zum SVL Flavia Solva (Sportverein Leibnitz Flavia Solva).
Die Saison 2005/06 in der Landesliga beendeten die Südsteirer auf dem 15. und vorletzten Platz und stiegen somit in die steirische Oberliga Mitte/West (5. Liga) ab.
In der Saison 2007/08 wurde der SVL Schleich Flavia Solva souverän Oberliga-Meister und spielte somit wieder in der steirischen Landesliga (4. Liga). Die Spielzeit 2008/09 konnte der Verein als Meister der steirischen Landesliga beenden. Trotz einer Niederlage im letzten Heimspiel, der ersten seit zwei Jahren, schaffte Flavia Solva auf Grund der besseren Tordifferenz den Aufstieg in die Regionalliga Mitte (3. Liga).
Im Dezember 2013 musste der Klub wiederum Konkurs anmelden. Am 27. Februar 2014 wurde die Jugend des SV Flavia Solva und des SV Leibnitz vereint und der Klub unter dem Namen SV Flavia Solva Leibnitz neu gegründet. Nach der Auflösung der Jugendkooperation wurde am 15. März 2016 im Rahmen einer außerordentlichen Generalversammlung unter Obmann Guido Jaklitsch und Präsident Peter Stradner beschlossen, wieder den alten Namen SV Flavia Solva anzunehmen.